# Ardisia catharinensis
Ardisia catharinensis är en viveväxtart som beskrevs av Carl Christian Mez. Ardisia catharinensis ingår i släktet Ardisia och familjen viveväxter. Inga underarter finns listade i Catalogue of Life.